# Louis Reinhardt (Siedler)
Louis Reinhardt war ein hessischer Auswanderer und Siedlungsmitbegründer des kurzlebigen Bettina (Texas), der Name bezieht sich auf Bettina von Arnim.
Reinhardt schrieb über das Siedlungsexperiment, das nur von 1847 bis 1848 Bestand hatte und als „kommunistische Kolonie“ bezeichnet wurde. Es war die fünfte Siedlung des Latin Settlement. Er war nicht nur Zeuge eines gescheiterten Gesellschaftsexperiments junger Intellektueller, sondern auch dessen Chronist, indem er darüber schrieb. Eigentlich war Reinhardt Botaniker.

## Schriften
- The Communistic Colony of Bettina. In: Quarterly of the Texas State Historical Association Band 3, 1899, S. 33–40 (Digitalisat).